# Rada centrale
Pour les articles homonymes, voir Rada.
La Rada centrale ou Tsentralna Rada (ukrainien : Центральна Рада, Tsentral’na rada) est un corps représentatif constitué en 1917 à Kiev pour gouverner la République populaire ukrainienne, qui mène d'abord une politique autonome par rapport à la Russie avant de devenir un État entièrement indépendant. Cet aboutissement a été le résultat d'un processus progressif, partant d'une représentation des seuls Ukrainiens pour incorporer les autres ethnies et groupes nationaux d'Ukraine, avec le vote de quatre déclarations successives faisant d'abord de l'Ukraine une entité autonome au sein d'une Russie fédérale et démocratique et s'achevant avec l'affirmation de la souveraineté et la complète indépendance nationale de la République nationale d'Ukraine.
Durant sa brève existence, de 1917 au 29 avril 1918, la Rada centrale, qui est dirigée par l'historien ukrainien Mykhaïlo Hrouchevsky, est l'institution fondamentale qui gouverne la République populaire ukrainienne. Elle constitue un précédent de démocratie parlementaire et d'indépendance nationale qui n'a jamais pu être complètement effacé durant la période soviétique et demeure encore aujourd'hui dans les mémoires.